# Puntigam
Puntigam è il diciassettesimo e più moderno distretto della città di Graz; vi è insediata gran parte dell'industria cittadina.
Il nome prende origine da quello di una famiglia, che fin dall'origine dell'era moderna possedeva in quest'area una villa con una locanda ed un birrificio, che si sviluppò notevolmente nel XIX secolo  Insieme al villaggio di Straßgang, Puntigam divenne il sedicesimo distretto di Graz nel 1938. Nel 1988 il distretto di Puntigam venne separato da Straßgang, con piccole parti attribuite al quinto distretto di Gries.

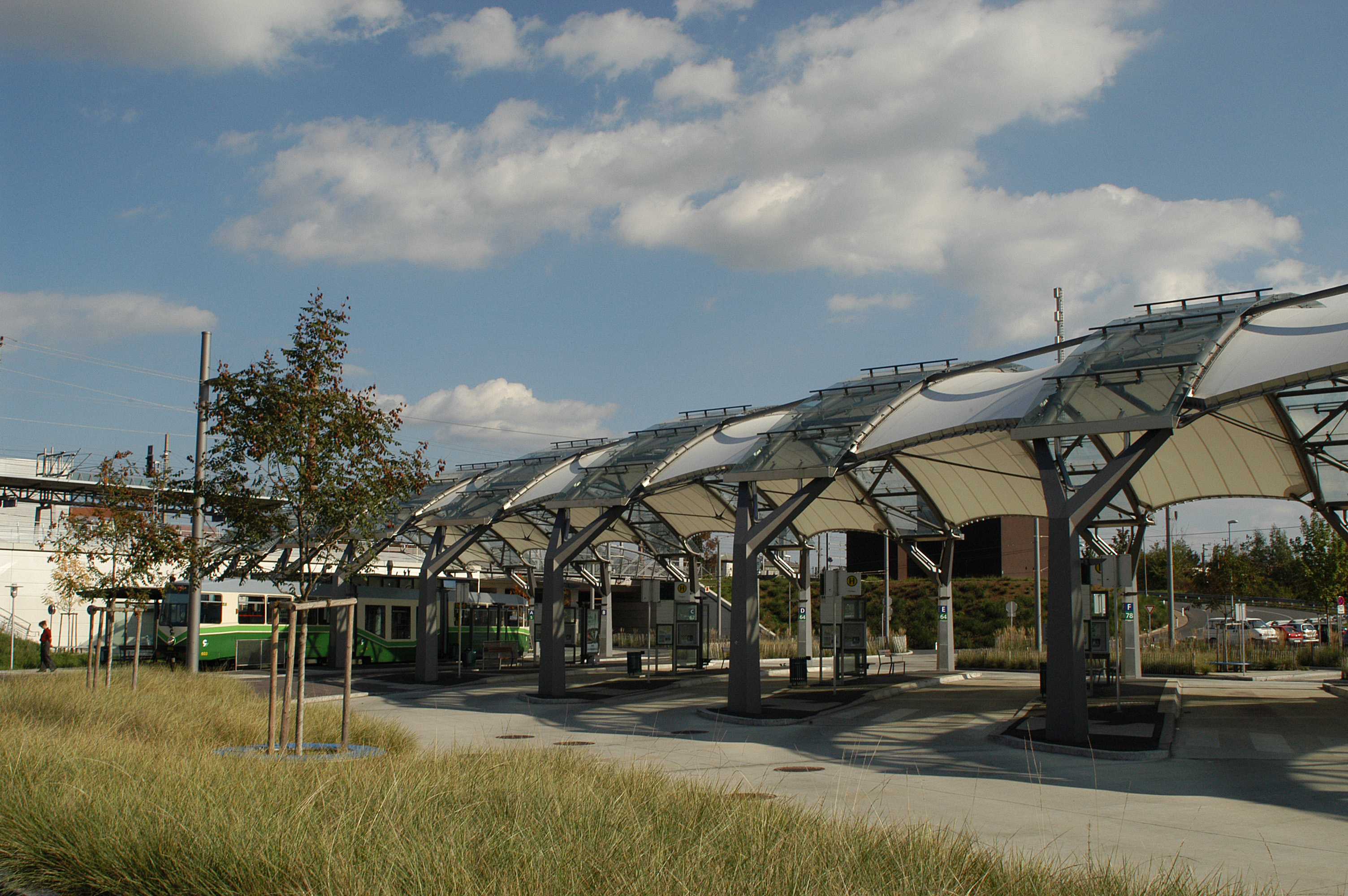
Connessione via tram a Puntigam.

Per generazioni le fabbriche Puch sono state una parte dominante dell'economia di Puntigam e Liebenau. Il birrificio Puntigam è uno dei più famosi di tutta l'Austria. Nel distretto si trovano, fra gli altri, anche la Gowi Spielwaren (giocattoli), Ankünder Außenwerbung (pubblicità), SPAR Austria (supermercati).